# 圣比森特德亚尔坎塔拉
圣比森特德亚尔坎塔拉，是西班牙埃斯特雷马杜拉巴达霍斯省的一个市镇。总面积275平方公里，总人口5861人（2001年），人口密度21人/平方公里。